# Vigilo NMS
Vigilo NMS (Network Monitoring System) est un logiciel de supervision capable de gérer des systèmes hétérogènes (réseau serveurs, applications) de grande taille grâce à une architecture répartie et modulaire. Construit autour de Nagios, Vigilo traite en complément la métrologie, la cartographie, la corrélation et le reporting.
C'est un logiciel libre sous licence GNU GPL.

## Composants
Vigilo est le résultat de l'intégration de plusieurs logiciels libres :
- Nagios, le moteur de supervision
- RRDTool, le système de gestion de la métrologie
- TurboGears, le framework Web
- RabbitMQ, le bus de communication AMQP
- Talend, le produit d'intégration de données
- JasperReports Server, le serveur de reporting

## Les modules
Les différents modules de Vigilo :
- VigiBoard : bac à événements
- VigiMap : cartographie
- VigiGraph : métrologie
- VigiRules : corrélation
- VigiReport : reporting
- VigiConf : gestion des configurations
- VigiAdmin : gestion des exploitants
- VigiBus : bus applicatif AMQP inter-composants

Vigilo est principalement écrit en langage Python, avec quelques composants en Perl.

## Historique
- Janvier 2008 : Sortie de Vigilo V1
- Aout 2008 : Sortie de Vigilo V1.1
- Mai 2011 : Sortie de Vigilo 2.0
- Décembre 2012 : Sortie de Vigilo 3.0
- Août 2013 :  Sortie de Vigilo 3.3
- Juin 2014 : Sortie de Vigilo 3.5
- Juillet 2015 : Sortie de Vigilo 3.5.1
- Août 2016 : Sortie de Vigilo v3.6.0
- Avril 2017 : Sortie de Vigilo v4.0.0
- Septembre 2017 : Sortie de Vigilo v4.1.0

## Publication
L'ensemble du code source Vigilo est sous licence GNU GPL, une version communautaire est disponible publiquement.
Trois versions sont disponibles :
- Vigilo OSS : disponible en téléchargement sur le site communautaire ;
- Vigilo NMS : version entreprise plus complète ;
- Vigilo NOC : composé de Vigilo NMS ainsi que des compléments pour construire un NOC (Network Operations Center) complet.